# 藪木健太郎
藪木 健太郎（やぶき けんたろう、1971年5月2日 - ）は、三重県伊勢市出身のテレビプロデューサー、演出家。

## 来歴
三重県立宇治山田高等学校を経て、早稲田大学理工学部建築学科卒業。もともとは制作志望だったが、採用試験が早かった技術職でフジテレビジョンに受かり、1995年に入社。バラエティ番組やドラマなどの照明スタッフを務める。
制作部への異動届を出して、30歳の時にアシスタントディレクターになる（最初の担当は『力の限りゴーゴゴー!!』）。
ちょうど『M-1グランプリ』の休止期、2011年に『THE MANZAI』を立ち上げる。2015年には『ENGEIグランドスラム』を立ち上げる。
2018年から共同テレビジョン（共テレ）に出向。この時「（フジテレビの）外でフジテレビを作る」と公言し、テレビ局のグループ内で番組制作を完結させようとする風潮に警鐘を鳴らし、『ザ・ベストワン』等の他局やインターネットの番組を積極的に手がける。
早期退職制度に応募して2022年3月末をもって出向元のフジテレビを退社。メイクスマイルカンパニー「Sunny Pictures」（サニー・ピクチャーズ）を設立した。共同テレビ出向時に担当していた番組は引き続き担当する。

## テレビ番組

### 照明
- 踊る大捜査線シリーズ
- ジャニーズカウントダウンライブ
- とんねるずのみなさんのおかげです
- FNS番組対抗!春秋の祭典スペシャル
- 平成日本のよふけ
- 劇的瞬間スペシャル!
- V6の素
- お笑いV6病棟!
- マッハブイロク

### バラエティ（フジテレビ）
アシスタントディレクター
- 力の限りゴーゴゴー!!

ディレクター
- アヤパン
- 感じるジャッカル
- 笑う犬の情熱→笑う犬の太陽
- お台場明石城
- OFJ（フジテレビ721[1]）
- OFJ龍（フジテレビ721）
- これでいいのダ!日本列島あかるいニュース
- クイズ!ヘキサゴン
- 登龍門F
- FNS27時間テレビ!!みんな笑顔のひょうきん夢列島!!
- FNSの日26時間テレビ2009 超笑顔パレード 爆笑!お台場合宿!!
- FNS27時間テレビ 笑っていいとも!真夏の超団結特大号!!徹夜でがんばっちゃってもいいかな?

演出
- 新堂本兄弟
- 新春かくし芸大会（演目演出）
- THE THREE THEATER
- 爆笑レッドシアター（上記の後継番組）
- おじさんスケッチ

総合演出
- 日清食品 THE MANZAI
  - THE MANZAI マスターズ（上記の後継番組）
- サタデー・ナイト・ライブ JPN

演出・プロデューサー
- 爆笑レッドカーペット
  - 爆笑ホワイトカーペット

プロデューサー
- 爆笑ピンクカーペット
- オモバカ8
- R-1グランプリ（関西テレビ）
- FNS27時間テレビ めちゃ²デジッてるッ!笑顔になれなきゃテレビじゃないじゃ〜ん!!

チーフプロデューサー
- ホメられてノビるくん
- うつけもん

演出・チーフプロデューサー
- 初詣!爆笑ヒットパレード（以前はディレクター → 総合演出 → 演出・プロデューサー）
- ツギクルもん
- オサレもん
- やりかた大図鑑
- ENGEIグランドスラム
- 笑わせたもん勝ちトーナメント KYO-ICHI

監修
- 新春 鶴瓶大新年会（以前は総合演出）
- 天使の美容室〜髪が乾くまで…〜
- ミタパンブー
- ハマ3（総合監修）
- TOKYOラッシュアワー

### バラエティ（フジテレビ以外）
- ザ・ベストワン（TBS系列）
- 〜両親ラブストーリー〜オヤコイ（読売テレビ制作・日本テレビ系列）
- ＃っぽいウタ（中京テレビ）
- 賞金奪い合いネタバトル ソウドリ〜SOUDORI〜（TBS系列）
- お笑い4コマパーティー ロロロロ（中京テレビ制作・日本テレビ系列）（監修）

### その他
- ザ・マスクド・シンガー（Amazon Prime Video）総合演出
- ザ・コメデュアル（Amazon Prime Video・Netflix）